# Jardim Ponte Alta
Jardim Ponte Alta é um loteamento ou vizinhança localizada entre os bairros administrativos de Bonsucesso e Pimentas, ambos do distrito de Jardim Presidente Dutra, município de Guarulhos, São Paulo, Brasil. É uma das maiores vizinhanças do município de Guarulhos.
Suas principais vias de acesso são as avenidas José Rangel Filho, que leva até a vizinhança de Vila Bonsucesso; Avenida Florestan Fernandes (antiga Estrada Mato das Cobras) que leva até as vizinhanças de Jardim Ponte Alta II e Jardim Santa Paula; e a Avenida Luis Gonzaga do Nascimento (antiga Avenida 3) que conecta a região ao bairro administrativo de Lavras.
A vizinhança ainda não é uma grande frente comercial, porém, na Avenida José Rangel Filho existem diversos comércios, se tornando a principal da vizinhança, também há uma feira livre aos sábados, considerada a melhor e maior do bairro. A vizinhança possui um teatro, o Teatro Adamastor Ponte Alta, e também é a vizinhança onde se possui o maior número de igrejas, se tornando a vizinhança mais protestante de Guarulhos.
A vizinhança é subdivida em três partes: Jardim Ponte Alta I, Jardim Ponte Alta II, e Jardim Nova Ponte Alta (criado recentemente). As vizinhanças vizinhas são Jardim Santa Paula e Jardim Anita Garibaldi, junto dos bairros administrativos de Bonsucesso e Lavras. 

## História
Durante o período colonial em Guarulhos, as terras que hoje se localiza a vizinhança pertenciam à antiga Fazenda do Bonsucesso. Com o avanço da urbanização na cidade no começo do século XX principalmente nas regiões 
Na história oficial, é contada que na década de 40 a família Zannotti havia uma chácara na região, lá, eles exerciam atividade agrícola, e assim garantiram a sobrevivência da família. De acordo com Geraldo Romildo Zannotti, seus pais Maria Bertolatti e Luiz Zannotti (ambos imigrantes italianos) chegaram ao “Bairro Jardim” (antigo nome de Ponte Alta) em 1943. A expansão urbana da vizinhança começou por volta da década de 1970, com as compras das terras pela família Matarazzo, que vendeu-as para a empresa Esquadra, que ficou responsável pela implementação do loteamento da vizinhança. 

## Etimologia
Os moradores relatam que a origem do nome Ponte Alta se deu através de uma ponte que existia sobre o Córrego Guaraçaú. Em dias de chuva forte, se levantava essa ponte para travessia dos moradores. Foi do ato de se levantar sempre essa ponte que deu origem ao nome Ponte Alta. Não se sabe exatamente a localização da antiga ponte e nem do Córrego Guaraçau, porém Paulino Peterson (2021) afirma que o córrego localizado no cruzamento das avenidas Florestan Fernandes e José Rangel Filho seja o Córrego Guaraçau. 

## Patrimônios Culturais de Ponte Alta
PAULINO (2021) em um trabalho publicado no III Congresso Nacional Para a Salvaguarda do Patrimônio Cultural propôs uma lista dos patrimônios culturais material e natura da vizinhança de Ponte Alta. Foi levado em conta a importância desses locais para a história, desenvolvimento e formação da região, as memórias e lembranças que os moradores com esses locais, além de que, muitos desses locais são antigos, e alguns mantêm características originais ainda preservadas (como o caso da Capela São Geraldo). São os patrimônios culturais material e natural da vizinhança Ponte Alta:  
Córrego Guaraçau: Localizado entre as Avenidas Florestan Fernandes (Antiga Estrada de Itaberaba) e José Rangel Filho (Antiga Avenida Um) é o provável local onde se localizava a ponte que foi inspiração para a origem do nome da vizinhança. De acordo com moradores, em tempos de muita chuva na região levantava-se sempre uma ponte localizada neste córrego. O ato de erguer sempre essa ponte resultou no atual nome do Ponte Alta. Atualmente o córrego encontra-se poluído, e apesar de seu simbolismo e ligação com a vizinhança, está completamente abandonado tanto pelos moradores, como pelo poder público, uma vez que a importância para a história da vizinhança é completamente desconhecida pela comunidade.
Antiga Casa dos Italianos: Conhecida pelos moradores como a “casa do casal de italianos ”, era uma pequena casa localizada entre as esquinas das Ruas 4 Sebastião Vieira, Avenida José Rangel Filho e Mário Luiz Macca. A residência ficou abandonada por um longo período e veio a ser totalmente destruída no ano de 2020. A casa era conhecida por parte dos moradores como mal assombrada e perigosa. No mapa da EMPLASA de 1978, há uma pequena sinalização no mesmo local onde existia a casa, podendo indicar que se tratava de uma das casas mais antigas da vizinhança que ainda estavam de pé. Atualmente o local abrigará uma futura praça chamada Praça Manoel Oliveira da Hora.

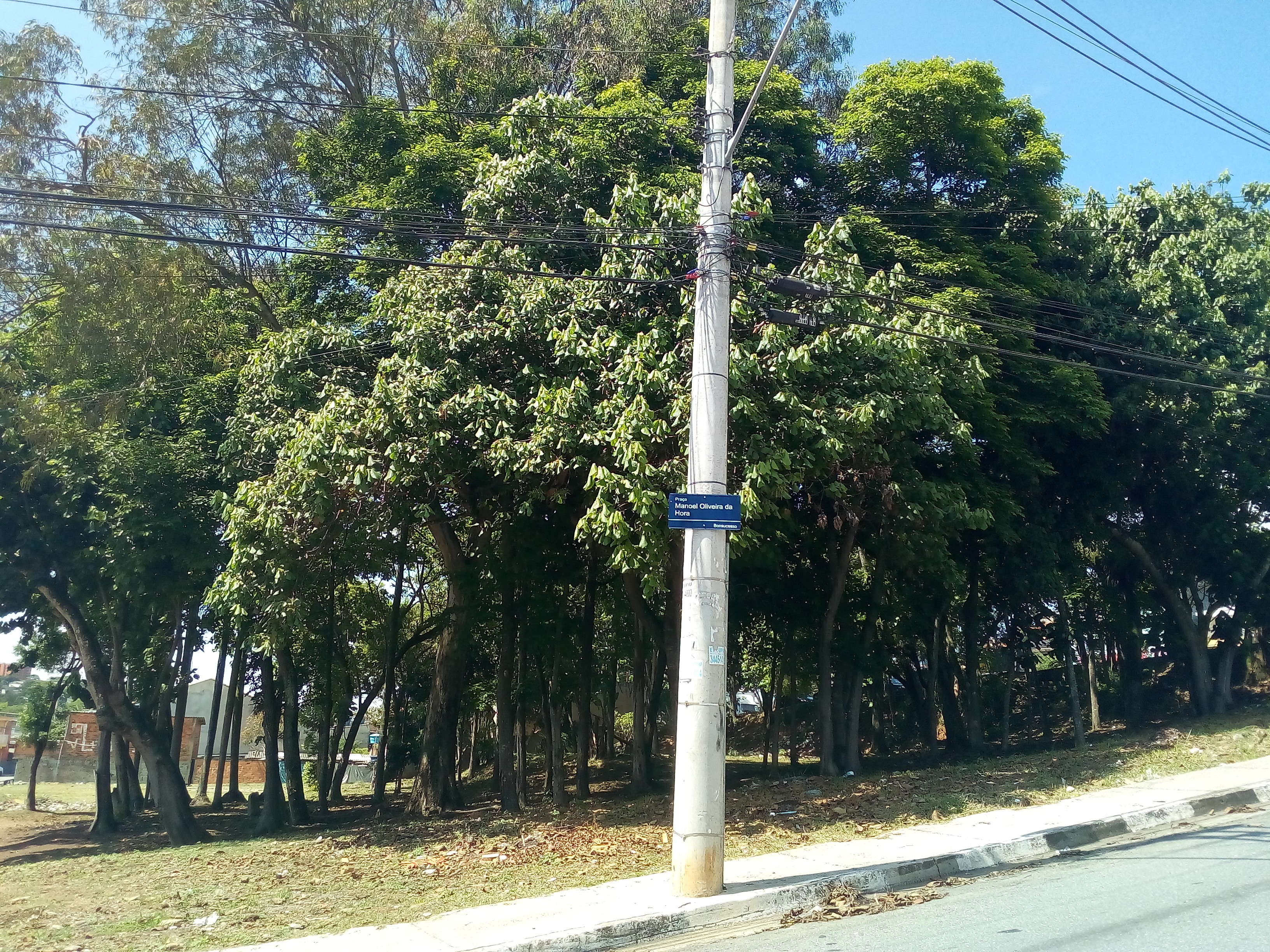
Praça Manoel Oliveira da Hora no Ponte Alta

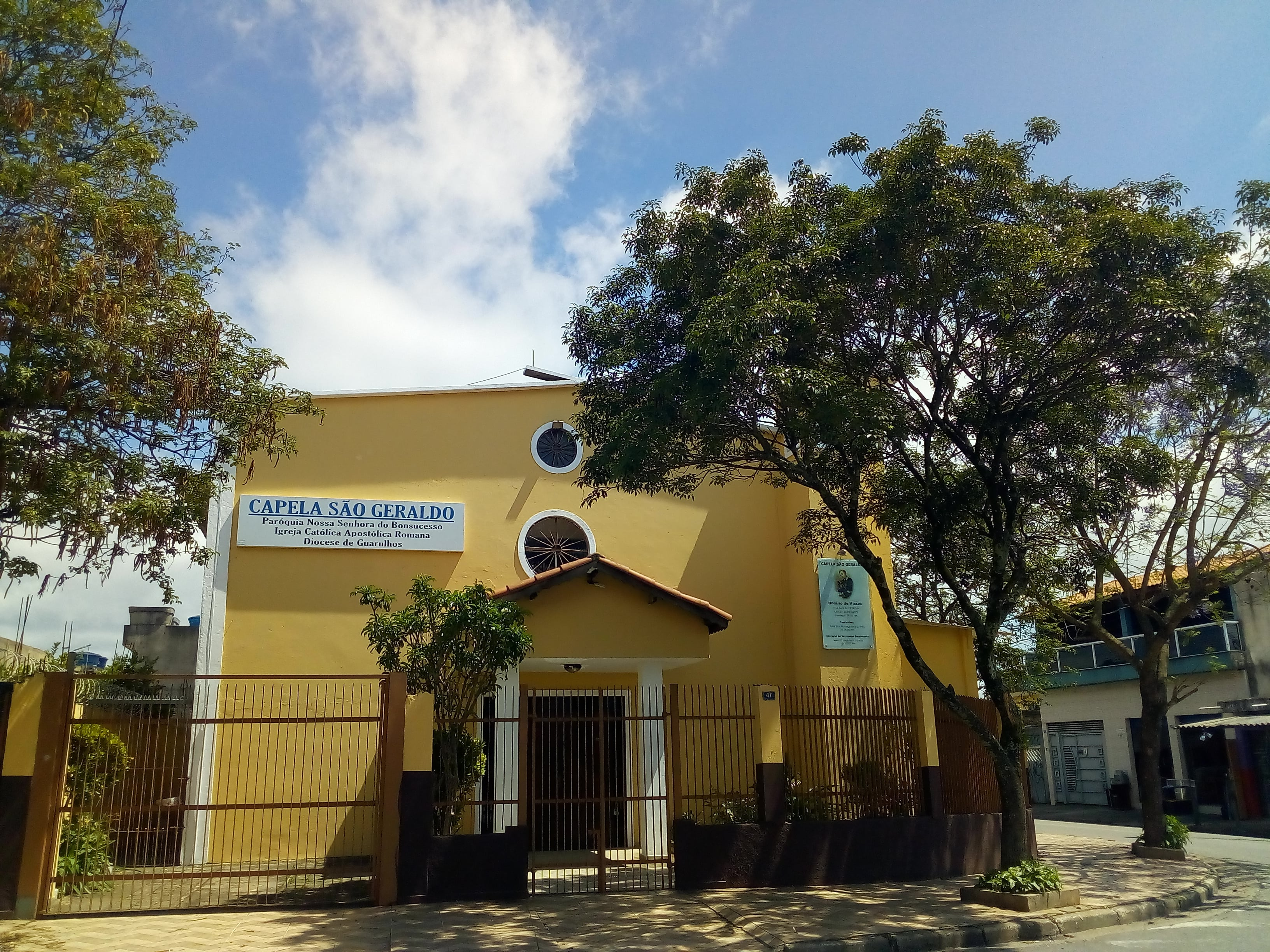
Capela São Geraldo no Ponte Alta

Capela São Geraldo: Fundada aproximadamente em 1985, é  considerada a igreja mais antiga da vizinhança. De arquitetura simples e modesta, esta igreja é frequentada pela comunidade católica do Ponte Alta há mais de três décadas. Alguns moradores que construíram suas vidas na comunidade foram batizados e  alguns até casaram nesta capela.  
Áreas Remanescentes da Mata Atlântica: A região do Ponte Alta é formada em seu entorno por extensas áreas verdes remanescentes da Mata Atlântica. Nessas regiões já foram avistados animais e pássaros nativos relatados por moradores. Boa parte das terras são de propriedade privada, sendo muito recorrente ocupações de movimentos como o MTST (Movimento dos Trabalhadores Sem Terra). Os moradores mantêm uma relação nova com a natureza da comunidade. Isso ocorre porque devido à pandemia de COVID-19, muitos encontraram na natureza ao ar livre, formas de realizar exercícios físicos, passar o dia em campo aberto seguindo também os protocolos de segurança. Essa relação nova ajuda a preservar, e compreender esse processo de descoberta e conhecimento dos moradores com o patrimônio natural da vizinhança. Essa ligação se faz necessária também para ajudar na preservação desse bioma importante para da vizinhança e para a cidade de Guarulhos no geral.
Escola Estadual Antônio Rosas da Silva Galvão: Antigamente denominada “Ponte Alta I” e conhecida pelos moradores como “barracão”, foi fundada em 1991. É a escola mais antiga da vizinhança. De todas as quatros escolas estaduais localizadas na região, foi a última a ser construída em alvenaria. Essa escola guarda uma particularidade em relação ao seu atual nome: Antonio Rosas da Silva Galvão, que foi diretor e professor da escola, foi homenageado ainda em vida com o nome na escola. O curioso é que fato semelhante ocorreu em meados de 1910 com o então Prefeito da cidade de Guarulhos na época, Capitão Gabriel José Antônio, que em vida, foi homenageado com uma rua no centro de Guarulhos.

## [2][3][4]Referências
1. 1 2  Paulino, Peterson M. (12 de novembro de 2021). «RESGATE HISTÓRICO DE UMA COMUNIDADE: Um olhar sobre a história e os patrimônios culturais material e natural do bairro Ponte Alta». Consultado em 27 de novembro de 2021
2. ↑  OLIVEIRA, A. Ferreira. et al. Revelando a História de Bonsucesso e Região: Nossa Cidade, nossos bairros! São Paulo. Noovha América, 2010.
3. ↑  PAULINO, P. M.' RESGATE HISTÓRICO DE UMA COMUNIDADE: Um olhar sobre a história e os patrimônios culturais material e natural do bairro Ponte Alta. In: III Congresso Nacional para Salvaguarda do Patrimônio Cultural - CICOP Brasil, 2021 - fragmentos, somas, construções e distopias, 2021, São Paulo. Anais do III Congresso Nacional para Salvaguarda do Patrimônio Cultural - CICOP Brasil, 2021 - fragmentos, somas, construções e distopias'. São Paulo: Universidade Federal de São Paulo, 2021. p. 747-764. Disponível em: https://repositorio.unifesp.br/xmlui/handle/11600/62226 Acesso em 27 de nov. 2021.
4. ↑  PAULINO, P. M. CAMINHOS DE UM RESGATE HISTÓRICO: REFLEXÕES A RESPEITO DA HISTÓRIA DO BAIRRO PONTE ALTA NA CIDADE DE GUARULHOS. In: Congresso Científico da Semana Nacional de Ciência e Tecnologia no IFSP (CONCISTEC2021), 2021, Bragança Paulista'. Anais do 11º Congresso Científico da Semana Nacional de Ciência e Tecnologia no IFSP (CONCISTEC 2021)'. Bragança Paulista: Instituto Federal de São Paulo, Campus Bragança Paulista, 2021. p. 1-4. Disponível em:https://drive.ifsp.edu.br/s/tUwifiXl7M5ENSK#pdfviewer.Acesso em: 15 de dezembro, 2021.